# Ferdinand Plánický
Ferdinand Plánický  (22. května 1920 – 10. dubna 2001) byl československý reprezentační fotbalista.

## Sportovní kariéra
Do týmu Bohemians přišel v roce 1941 ze sousedních Nuslí, aby se v krátké době stal jednou z ústředních postav vršovického týmu. I na svou menší postavu vyrostl ve znamenitého střelce a nahrávače. Na svém kontě má rovnou stovku ligových gólů a všechny v zelenobílém dresu klokanů, což je mimochodem dodnes klubový rekord. Je tak řádným členem Klubu ligových kanonýrů. V roce 1951 odešel na hostování do Ústí nad Labem.
V roce 1946 dvakrát reprezentoval Československo, a to v přátelských zápasech ve Francii (0:3) a Jugoslávii (2:4). V Bělehradě pak vstřelil i svůj jediný reprezentační gól - v poslední minutě utkání.

## Ligová bilance
První ligové utkání: 9.11.1941 SK Plzeň-AFK Bohemia 3:4
První ligová branka: 9.11.1941 SK Plzeň-AFK Bohemia 3:4
| Ročník  | Zápasy | Góly | Klub                   |
| ------- | ------ | ---- | ---------------------- |
| 1941/42 | 16     | 19   | AFK Bohemia Vršovice   |
| 1942/43 | 16     | 5    | AFK Bohemia Vršovice   |
| 1943/44 | 25     | 20   | AFK Bohemia Vršovice   |
| 1945/46 | 15     | 14   | AFK Bohemians Vršovice |
| 1946/47 | 18     | 15   | AFK Bohemians Vršovice |
| 1947/48 | 19     | 9    | AFK Bohemians Vršovice |
| 1948    | 7      | 4    | AFK Bohemians Vršovice |
| 1949    | 22     | 11   | Železničáři Praha      |
| 1950    | 13     | 5    | Železničáři Praha      |
| CELKEM  | 151    | 102  |                        |